# Somogyvár, Somogy
Somogyvár  este un sat în districtul Fonyód, județul Somogy, Ungaria, având o populație de 1.789 de locuitori (2011). Pe teritoriul satului Somogyvár se află ruinele mănăstirii benedictine din Somogyvár, fondate în secolul al XI-lea.

## Demografie
Componența etnică a satului Somogyvár
     Maghiari (89,88%)
     Romi (8,3%)
     Germani (1,82%)
Componența confesională a satului Somogyvár
     Romano-catolici (66,24%)
     Fără religie (6,04%)
     Reformați (4,19%)
     Luterani (1,06%)
     Necunoscută (22,25%)
     Atei (0,22%)
     Alte religii (0,39%)
Conform recensământului din 2011, satul Somogyvár avea 1.789 de locuitori. Din punct de vedere etnic, majoritatea locuitorilor (89,88%) erau maghiari, existând și minorități de romi (8,3%) și germani (1,82%).  Din punct de vedere confesional, majoritatea locuitorilor (66,24%) erau romano-catolici, existând și minorități de persoane fără religie (6,04%), reformați (4,19%) și luterani (1,06%). Pentru 22,25% din locuitori nu este cunoscută apartenența confesională.